# Ánfora panatenaica

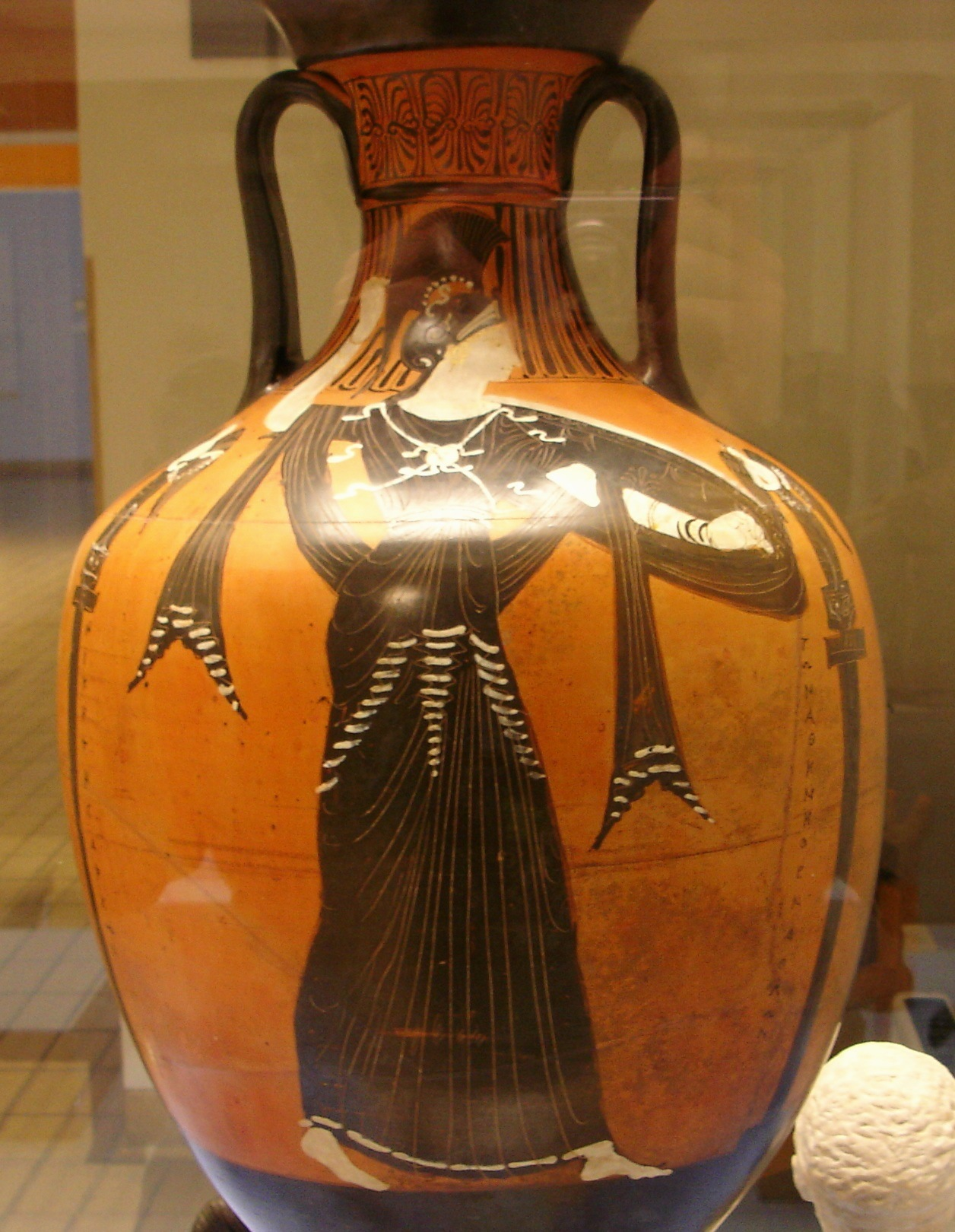
Representación de Atenea en una Ánfora panatenaica de 332/331 a. C. encontrada en Capua, Italia. Museo Británico.

El ánfora panatenaica es un tipo de vasija grande de cerámica que contenía el aceite que se ofrecía como premio en los Juegos panatenaicos. Su volumen era de cerca de 40 litros y tenían una altura de entre 60 y 70 centímetros. El aceite de oliva que contenía provenía del olivar sagrado de Atenea situado en la Academia. 

## Características
El ánfora panatenaica tenía una forma distintiva: asas finas, cuello y base estrechos, vientre ovoidal y estaba decorada de una forma estándar con la técnica de figuras negras. Continuaron decorándose así hasta mucho tiempo después de que esta técnica cayera en desuso. Se representaba a la diosa Atenea Promacos (representación de la diosa Atenea dirigiendo la batalla) entre columnas, blandiendo una lanza y llevando la égida en uno de los lados de la vasija y en el otro lado la representación del evento por el cual se concedía el premio (por ejemplo de la carrera a pie). Al lado de Atenea se encuentra la inscripción ΤΟΝ ΑΘΕΝΕΘΕΝ ΑΘΛΟΝ «Soy de los premios de Atenas». En ocasiones aparecen representados gallos posados en lo alto de las columnas. El significado de esto es aún desconocido. En las ánforas más tardías se encuentra escrito el nombre del arconte de ese año con lo que estas ánforas se convierten en fuentes arqueológicas valiosas.

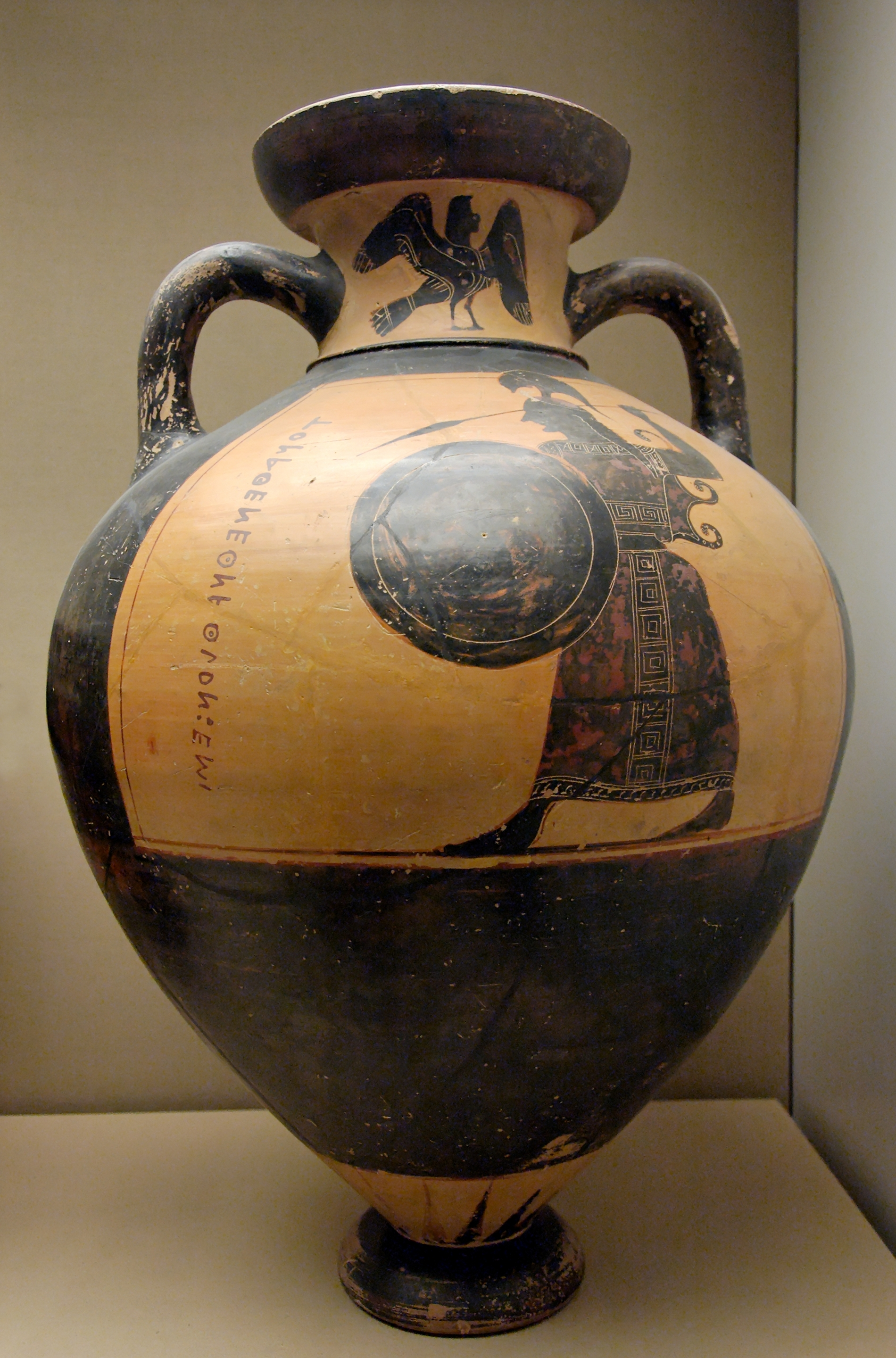
El Ánfora de Burgon, 565 a 560 a. C. Museo Británico.

Las ánforas eran encargadas por el Estado a los mejores talleres de alfarería del momento en grandes cantidades. Su forma estándar se fijó en el año 530 a. C. El ejemplo más temprano de ánfora panatenaica es el ánfora Burgon (Museo Británico). En ella se representa al ave de Atenea acurrucada en el cuello del ánfora y, en el reverso, un carro de dos caballos; esto puede deberse a que el ánfora sea anterior a la reorganización de los juegos en 566 a. C., ya que no se trata de un evento atlético. 
El gallo sobre las columnas aparece por primera vez en un ánfora de Exequias (Karlsruhe 65.45). A principios del siglo IV a. C. comienza la inclusión del nombre del arconte, la primera casi intacta de este tipo es una del grupo Asteios del 373-372 a. C. (Oxford, 1911.257). Sin embargo, hay un fragmento anterior del 375-374 a. C., en el que se puede leer el nombre de «Hippodamas» que podría proceder de un ánfora panatenaica. J. D. Beazley sugiere que puede haber uno precedente: Pythokles de 392-391 a. C.
A medida que avanza el siglo las ánforas se hacen más alargadas y elaboradas. La última datada es del 312-311 a. C. A pesar de que la producción prosigue durante los siglos III y II a. C. los nombres de los arcontes no vuelven a aparecer. En su lugar se encuentran los nombres de los tesoreros y encargados de los juegos. Algunas ánforas se usaban como ornamentos funerarios, dedicados en santuarios o vendidas, debido a esto se encuentran ampliamente distribuidas en la Antigua Grecia. Algunas las utilizaban las familias de los vencedores como ofrendas votivas, otras se consagraban a santuarios y otras más eran vendidas.
Se puede tasar la supervivencia de la cerámica griega a partir de la cantidad de ánforas panatenaicas encontradas. Después del 350 a. C. se entregaban al menos 1450 ánforas cada cuatro años en las Grandes Panateneas. Suponiendo que el número de eventos permaneció constante a lo largo de la historia de los juegos y que todos los premios se entregaban en forma de ánforas decoradas, podemos dividir el número de ánforas únicas conocidas entre la producción total, lo que deja un 0,25%, que representaría el porcentaje de vasijas griegas supervivientes.